# Marienkirche (Effringen)

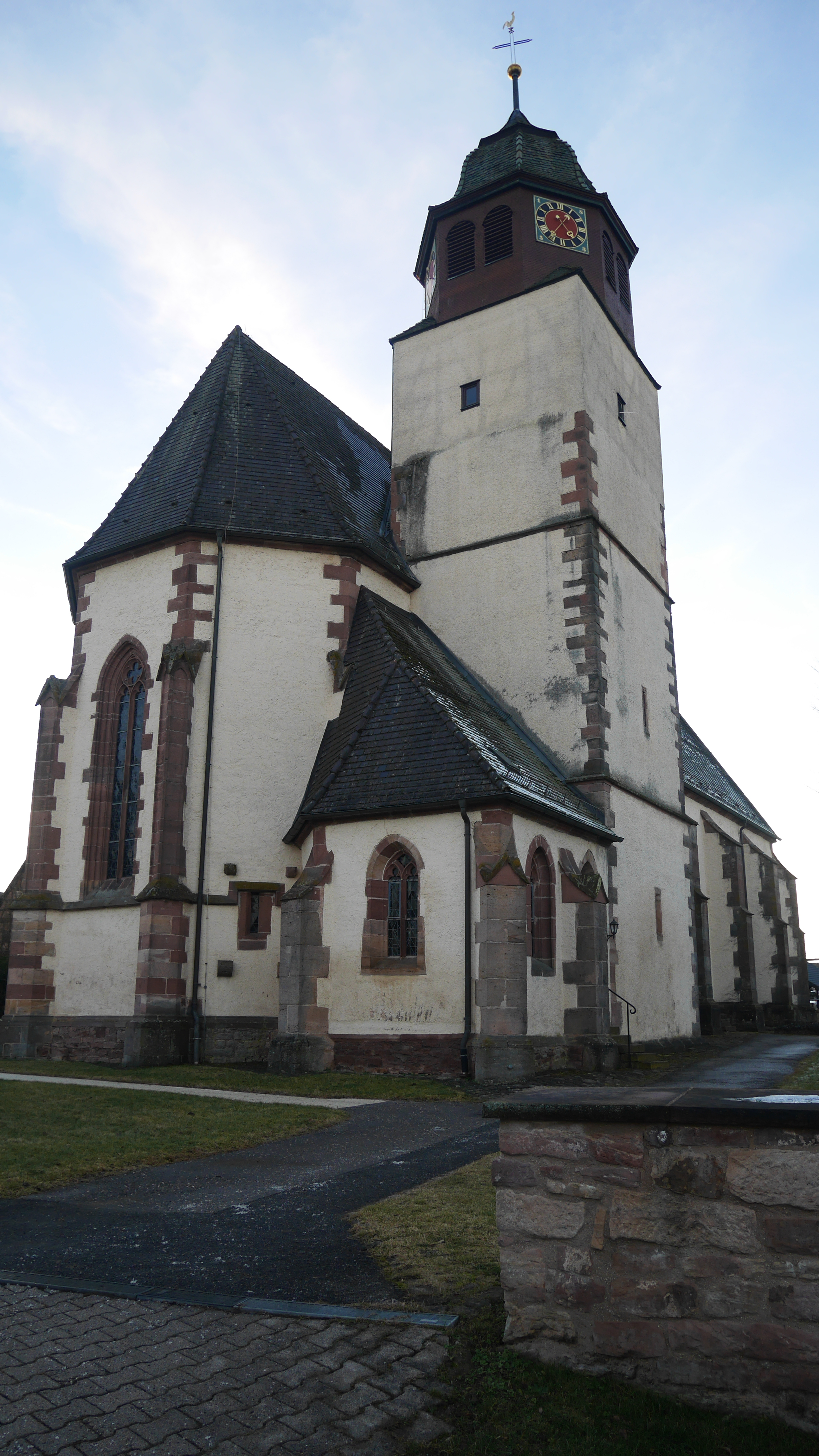
Marienkirche in Effringen

Die evangelische Marienkirche ist ein geschütztes Kulturdenkmal nach dem Denkmalschutzgesetz. Sie steht in Effringen, einem Ortsteil der Stadt Wildberg im Landkreis Calw in Baden-Württemberg. Die Kirchengemeinde gehört zum Kirchenbezirk Calw-Nagold der Evangelischen Landeskirche in Württemberg.

## Beschreibung

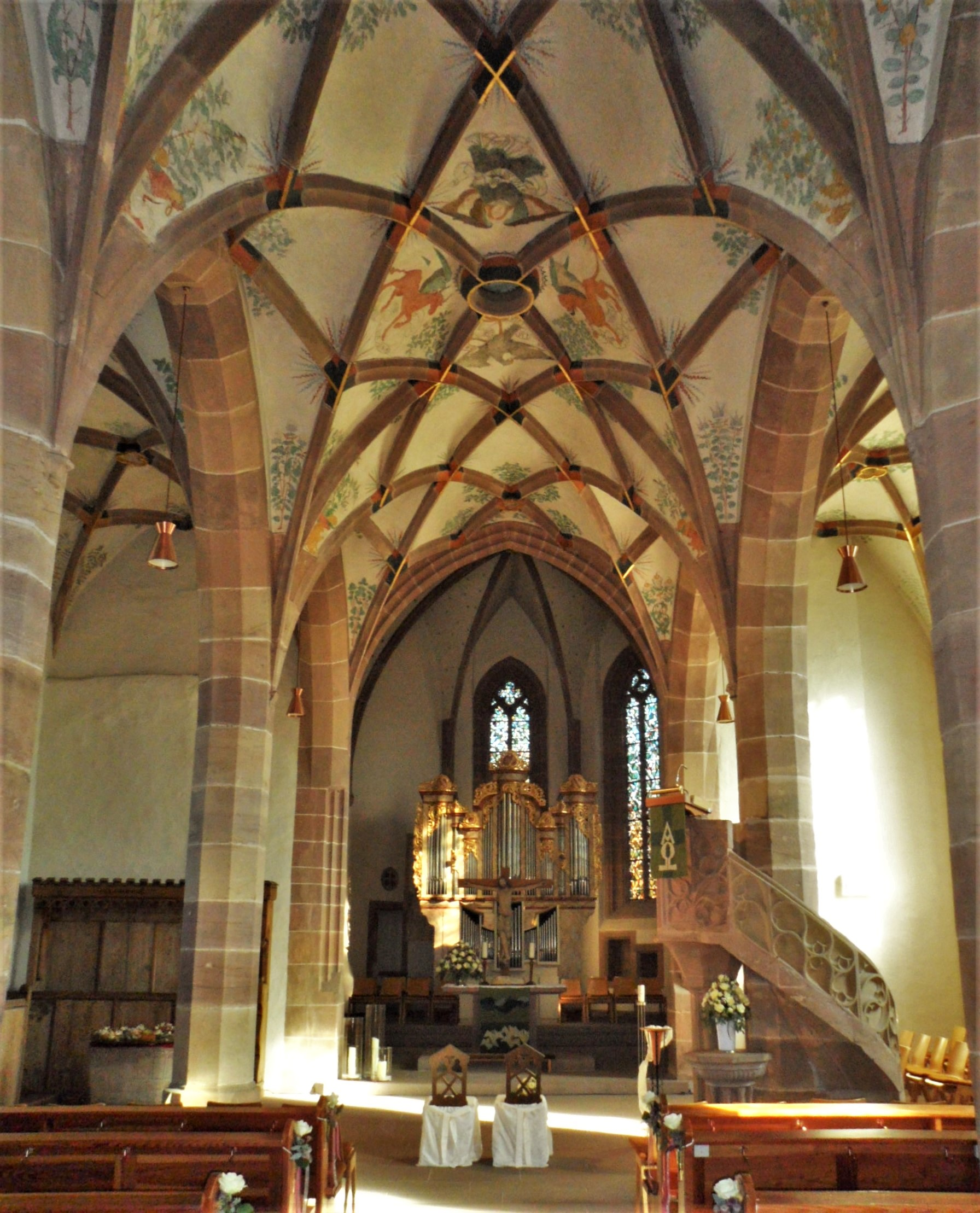
Blick zum Chor

Die Wände der ab 1379 erbauten gotischen Hallenkirche werden von Strebepfeilern gestützt, zwischen denen sich Maßwerkfenster befinden. Ihr 1502 vollendetes Langhaus mit vier Jochen wird durch Arkaden in ein Mittelschiff und zwei Seitenschiffe getrennt. Im Osten des Langhauses befindet sich ein eingezogener, dreiseitig geschlossener Chor, an dessen Nordwand der Chorflankenturm auf quadratischem Grundriss steht. Seine unteren Geschosse wurden von der romanischen Vorgängerkirche übernommen. Er wurde mit einem achteckigen Geschoss aufgestockt, das die Turmuhr und den Glockenstuhl mit den 1463 von Hans Eger gegossenen Kirchenglocken beherbergt. Darauf sitzt eine Glockenhaube. 
Der Innenraum ist mit einem Netzgewölbe überspannt.